# دهستان ساروق (تکاب)
دهستان ساروق یکی از دهستان‌های شهرستان تکاب در استان آذربایجان غربی ایران است. 
این دهستان در بخش تخت سلیمان قرار دارد و براساس سرشماری مرکز آمار ایران در سال ۱۳۹۵، جمعیت این دهستان برابر با ۷٬۱۸۸ نفر (۲٬۰۰۷ خانوار) بوده‌است. 